# Питомники Шеридан
Sheridan Nurseries — канадская компания по производству товаров для сада, расположенная в районе Торонто. Компания имеет более 375 гектар (930 акров) сельхозугодий для выращивания растений и девять садовых центров. Занятость меняется в зависимости от сезона, но в пиковые периоды она насчитывает более 1000 сотрудников. 

## История

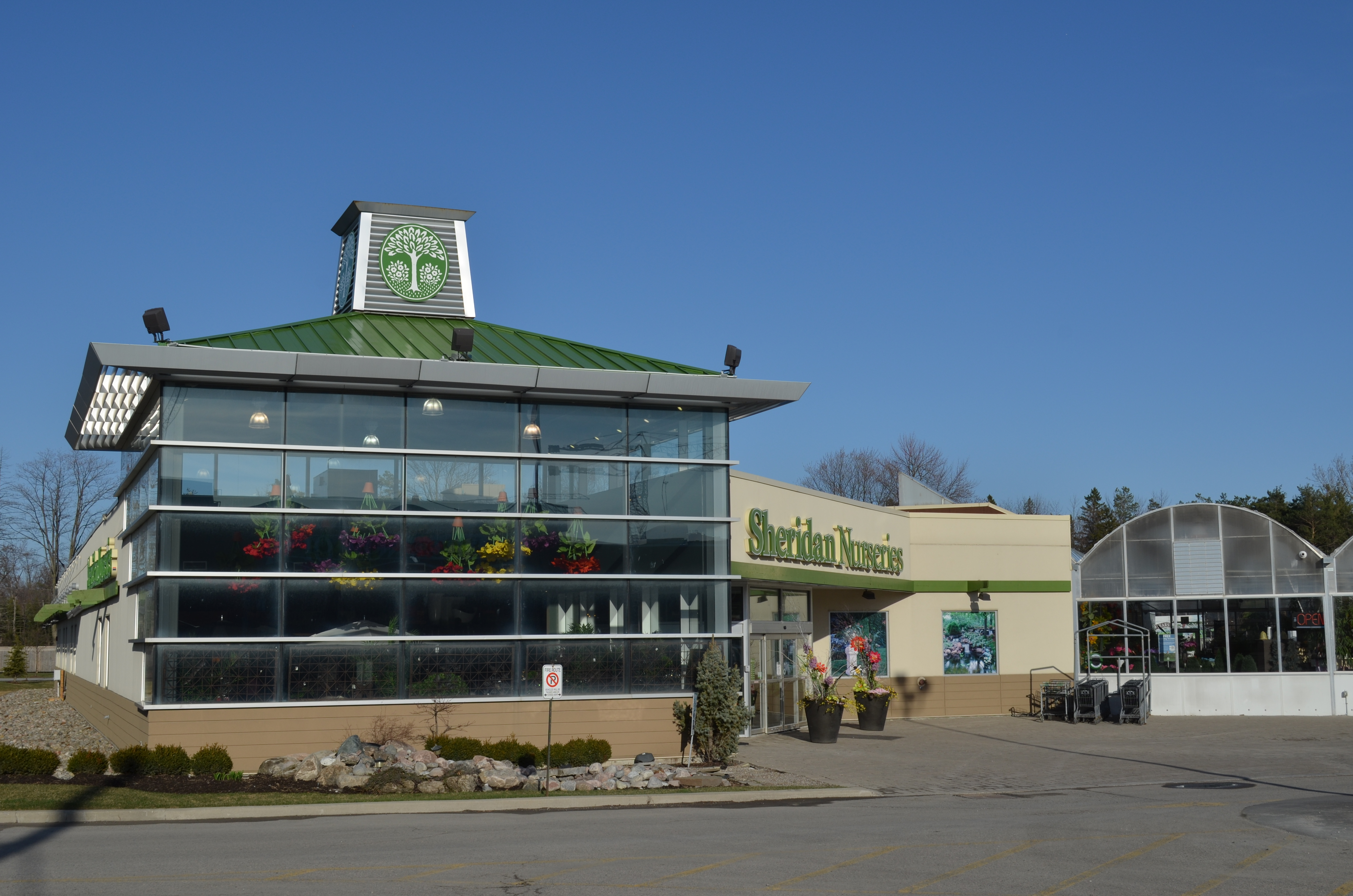
Питомники Шеридан в Маркхэме

Британские ландшафтные архитекторы Говард Берлингем Дунингтон-Грабб и Лори Альфреда Дунингтон-Грабб основали питомник Шеридан в 1913 году в деревушке Шеридан за пределами Оквилла, Онтарио. Они купили 100 акров (40,5 га) земли, из которых только около 20 акров (8,1 га) оказались пригодным для декоративных растений. По объявлению в британском журнале пригласили молодого шведского специалиста по созданию питомника Свена Германа Стенссона. Первый каталог был выпущен осенью 1914 года. К 1926 году питомник вырос до 250 акров (100 га), с обширным выбором — деревья, кустарники, вечнозеленые растения, розы и многолетники. Первые сезонные садовые центры были открыты в начале 1920-х годов возле пересечения улиц Йондж и Блур, которые сейчас находятся в деловом районе Торонто, и на Саутдаун-роуд в Миссиссога. Компания продолжала расти в послевоенные годы. 
Питомники Шеридан занимались поиском или разработкой гибридов, подходящих для сурового канадского климата. Они приобрели семена выносливого корейского самшита в 1922 году и впервые включили его в свой каталог в 1939 году. Это имело большой успех. Каталог компании 1939 года описал альпийскую смородину как «самый удовлетворительный кустарник для лиственной изгороди» и назвал японский тис «лучшим кустарником, доступным для вечнозеленой живой изгороди средней высоты». 
В 1940-х годах питомник Шеридан был одним из многих работодателей Онтарио, которые использовали японских рабочих, интернированных в лагеря после принудительного переселения из Британской Колумбии во время Второй мировой войны: 
Питомники Шеридан наняли 22 японских интернированных в 1943 году, и их деловые записи показывают, что мужчины не были заняты рабским трудом, а были наемными работниками. В то время как кавказским рабочим платили 48 центов в час, японские интернированные получали 44 цента. Начиная с конца 1960-х годов питомники Шеридан начали разрабатывать надёжные альтернативы английской живой изгороди.
Они скрестили самшит вечнозеленый (buxus sempervirens) и очень выносливый самшит мелколистный (buxus microphylla). Питомники Шеридан также создали сорт (Juniper Mountbatten) можжевельника китайского и сорт сирени  сетчатой японской  (Syringa reticulata Ivory Silk).

## Последние годы
По состоянию на 2010 год трое внуков Германа Стенссона были старшими менеджерами в компании. У компании было более 375 га (930 акров) земли, в том числе 60 га (150 акров) контейнерного хозяйства. В компании работает около 280 штатных сотрудников, в начале апреля  во время сезонных работ заняты более 1000 сотрудников. Питомник испытывал трудности с поиском рабочих для ферм, где летом в Онтарио условия могут быть чрезвычайно жаркими и влажными. Около 100 рабочих из Мексики и Ямайки работали на фермах каждый год. 
К 2012 году компания была крупнейшим розничным продавцом и садоводческим центром в Канаде. В этом году питомники Sheridan Nurseries выиграли награду International Grower of the Year от Международной ассоциации садовых производителей. Компания отметила свой 100-летний юбилей в 2013 году. В мае 2013 года компания заявила, что пожертвует 1000 растений сообществам в районе Большого Торонто, которые испытывают острую потребность в зеленых насаждениях или растениях, и просила общественность предложить для рассмотрения области озеленения. По состоянию на 2014 год компания имела девять садовых центров в Миссиссога, Джорджтаун, Торонто, Юнионвилл, Норт-Йорк, Уитби, Скарборо и Китченер-Ватерлоо. 